# باريس تورز 1946
باريس تورز 1946 هو سباق دراجات هوائية، وهو الموسم رقم 40 من باريس تورز، وأقيم في 1946.
فاز بالمركز الأول بريك سكوت، وبالمركز الثاني Roger Prevotal ‏، وبالمركز الثالث Maurice De Muer ‏.

## الفائزون
| الترتيب | الفائز           |
| ------- | ---------------- |
| الفائز  | بريك سكوت        |
| الثاني  | Roger Prevotal ‏  |
| الثالث  | Maurice De Muer ‏ |